# Oliver Law
Oliver Law (Texas, 23 d'octubre de 1899 - Cerro del Mosquito, Villaviciosa de Odón, 9 de juliol de 1937) fou un sindicalista i guerriller estatunidenc afroamericà i militant comunista, que lluità al Batalló Lincoln de les Brigades Internacionals durant la Guerra Civil espanyola. Fou el primer afroamericà que liderà íntegrament una unitat militar estatunidenca.

## Primers anys
Serví a l'exèrcit dels Estats Units d'Amèrica durant la Primera Guerra Mundial. Posteriorment, es traslladà a Chicago, on treballà en diverses feines. S'afilià al Partit Comunista dels Estats Units el 1929, durant la Gran Depressió, i es convertí en un important activista. També va participar activament en mobilitzacions de protesta per l'ocupació italiana d'Abissínia, i va patir detenció i pallisses per part de la policia de Chicago.

## Comandant a la Guerra Civil espanyola
Clarament oposat al feixisme que avançava a Europa, el 1936 viatjà a Espanya per unir-se a les forces que lluitaven contra Franco. Arribà a Espanya el gener del 1937 i s'uní a les Brigades Internacionals que es constituïen a Albacete, formant part de la XV Brigada Internacional, també coneguda com a Brigada Abraham Lincoln. Inicialment serví en una companyia de metralladores.
Després de l'intent fallit de prendre Madrid amb un assalt frontal, Franco optà per encerclar la ciutat, intentant d'aïllar-la de la resta de territoris que es mantenien lleials a la República. Una força de 40.000 homes, que incloïen els temuts moros de l'Exèrcit d'Àfrica van travessar el riu Jarama l'11 de febrer del 1937.
El General José Miaja envià tres Brigades Internacionals, juntament amb altres unitats republicanes per a contenir l'avenç dels franquistes per la vall del Jarama. Law entrà en combat el 27 de febrer.
El 6 de juliol, el govern del Front Popular llençà una gran ofensiva per tractar de trencar el setge de Madrid. El General Vicent Rojo Lluch dirigí l'Exèrcit Popular de la República contra Brunete, comprometent el control franquista a l'oest de Madrid. Prop de 80.000 soldats republicans feren importants progressos inicialment, però foren finalment aturats quan Franco començà a mobilitzar llurs reserves.
Durant la batalla de Brunete va esdevenir Comandant del Batalló Lincoln. Aquest fet el convertí en el primer home afroamericà de la història dels Estats Units que dirigí una unitat integrada, és a dir, formada per soldats afroamericans i blancs.

### Mort al Cerro del Mosquito
Lluitant sota una calor implacable, els voluntaris internacionals tingueren moltes baixes. Oliver Law fou mort el 9 de juliol quan heroicament dirigia els seus homes en un atac a la posició anomenada Cerro del Mosquito.
Després de la guerra, un antic voluntari esdevingut anticomunista, William Herrick, declarà que Law havia estat assassinat pels seus propis homes en no acceptar ser liderats per un home negre. La versió de la mort de Law fou recollida per alguns historiadors, com Eby, però fou desmentida pel també brigadista Harry Fischer, que també va participar en l'ofensiva i que manifestà: Ell fou el primer sobre el turó. Era en la posició més avançada quan una bala feixista el ferí al pit. David Smith, el metge que tractà de curar la ferida amb un coagulant, també confirmà que Law havia estat mort en combat.